# Gran Via Productions
Gran Via Productions ist ein US-amerikanisches Filmproduktionsunternehmen aus Santa Monica, das in den 1990er Jahren von Mark Johnson gegründet wurde. Es war unter anderem an der Produktion der Fernsehserien Breaking Bad und Better Call Saul beteiligt.

## Filmografie (Auswahl)
- 1999: Galaxy Quest – Planlos durchs Weltall (Galaxy Quest)
- 2008–2013: Breaking Bad (63 Folgen)
- 2009: Beim Leben meiner Schwester (My Sister’s Keeper)
- 2010: Flying Lessons
- 2012: Um Klassen besser (Won’t Back Down)
- 2012: Not Fade Away
- 2013–2016: Rectify (30 Folgen)
- 2014–2017: Halt and Catch Fire
- 2014: Last Weekend
- 2015–2022: Better Call Saul
- 2015: Battle Creek (13 Folgen)
- 2015: Vor ihren Augen (Secret in Their Eyes)
- seit 2016: Shut Eye